# S/S Westergöthland
S/S Westergöthland var ett svenskt passagerar- och fraktfartyg, som byggdes på  Motala Warf i Norrköping och levererades 1847 till Mariestads Ångbåtsbolag  - senare  Westgöta Ångbåtsbolag - i Mariestad. Fartyget var 29 meter långt och försett med en ångmaskin från Motala Verkstad på 200 hk. Hon var tillsammans med systerfartyget S/S Götheborg bland de första propellerjärnångarna i Sverige.
Hon sattes i trafik på traden Göteborg - Vänersborg - Lidköping - Mariestad - Sjötorp - Kristinehamn, på söndagar på traden Göteborg - Marstrand samt säsongvis höst och vår på traden Stockholm - Göteborg via Göta kanal. Åren 1869-1883 ägdes hon av en redare i Göteborg och seglade först i chartertrafik i Göteborgs skärgård och ombyggdes 1870 vid Motala Verkstad i Motala samt namnändrades till Phoenix. Från 1871 ägdes hon av Carl Fredrik Nordh i Motala. och var insatt i trafik på traden Stockholm - Jönköping.
Från 1883 gick hon - omdöpt till Linköping - mellan Linköping och Stockholm för det av C. Thorngrens ägda Linköpings Rederi AB i Linköping, senare från 1996 för Linköpings Nya Rederi AB. Hon fick ny ångmaskin och ångpanna samma år.
År 1905  såldes hon - efter att ha ersatts med en ny S/S Linköping - till Ångfartygs AB Stegelöf i Västervik och döptes, varefter hon seglade traden Västervik - Helgenäs - Källvik - Valdemarsvik - Stockholm. År 1911 köptes fartyget av Blankaholms Sågverks AB i Blankaholm, skars ned till pråm med en 45 hk motor och omdöptes till Erik. Hon förliste i januari 1915 på Furöns rev i Kalmarsund med trä i lasten.